# La Lande-Chasles
La Lande-Chasles település Franciaországban, Maine-et-Loire megyében. Lakosainak száma 119 fő (2022. január 1.). La Lande-Chasles Longué-Jumelles, Baugé-en-Anjou és Les Bois d’Anjou községekkel határos.

## Népesség
A település népességének változása:
| Lakosok száma | 150  | 97   | 104  | 99   | 111  | 118  | 124  | 123  | 122  | 119  |
|               | 1968 | 1982 | 1990 | 2006 | 2013 | 2015 | 2017 | 2019 | 2020 | 2022 |